# Левковка (Змиёвский район)
Левко́вка (укр. Левківка), село,
Чемужовский сельский совет,
Змиёвский район,
Харьковская область.
Код КОАТУУ — 6321786504. Население по переписи 2001 года составляет 663 (309/354 м/ж) человека.

## Географическое положение
Село Левковка находится на берегу безымянной речушки, которая через 3 км впадает в реку Мжа (левый приток), которая через 3 км впадает в реку Северский Донец (правый приток).
С двух сторон села проходят две железнодорожные ветки, станции Левковка и Платформа 27 км.
Село примыкает к городу Змиёв, к селу Чемужовка и к посёлку Выришальный.
К селу примыкает большой лесной массив (сосна).

## История
- 1709 — дата основания.[1]

## Экономика
- Молочно-товарная ферма.

## Объекты социальной сферы
- Школа.
- Фельдшерско-акушерский пункт.

## Экология
- Рядом с селом проходит ЛЭП 330 кВ.